# Лебеди (Сумская область)
Лебеди (укр. Лебеді до 2025 года — Лебедево) — село,
Красненский сельский совет,
Конотопский район,
Сумская область,
Украина.
Код КОАТУУ — 5922084905. Население по переписи 2001 года составляло 216 человек.

## Географическое положение
Село Лебедево находится недалеко от истоков реки Терв, в 7-и км от водохранилища Ромен.
Примыкает к сёлам Красное и Вишневое.
Через село проходит автомобильная дорога Т-2504.

## История
- 1922 — дата основания.

В декабре 2010 года при посещении села архиепископ Конотопский и Глуховский Лука освятил престол нового храма в честь Почаевской иконы Божьей Матери.

## Объекты социальной сферы
- Школа I—II ст.